# Falda trabada

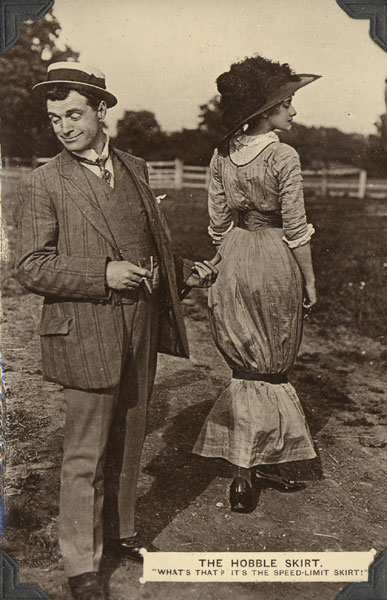
Una postal humorística (circa 1911) con un hombre que señala a una mujer que pasa luciendo una falda trabada. La leyenda dice, "La falda trabada. '¿Qué es eso? ¡Una falda con límite de velocidad!'", aludiendo a que la prenda restringe el paso de la usuaria.

Una falda trabada fue un tipo de falda larga lo suficientemente estrecha abajo como para limitar el paso, de ahí su nombre popular. Fue una efímera tendencia en la moda occidental que alcanzó su punto máximo entre 1908 y 1914.

## Historia

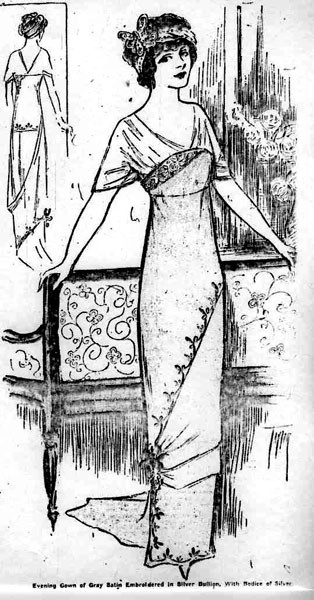
Vestido de noche con la falda trabada y con cola, 1911.

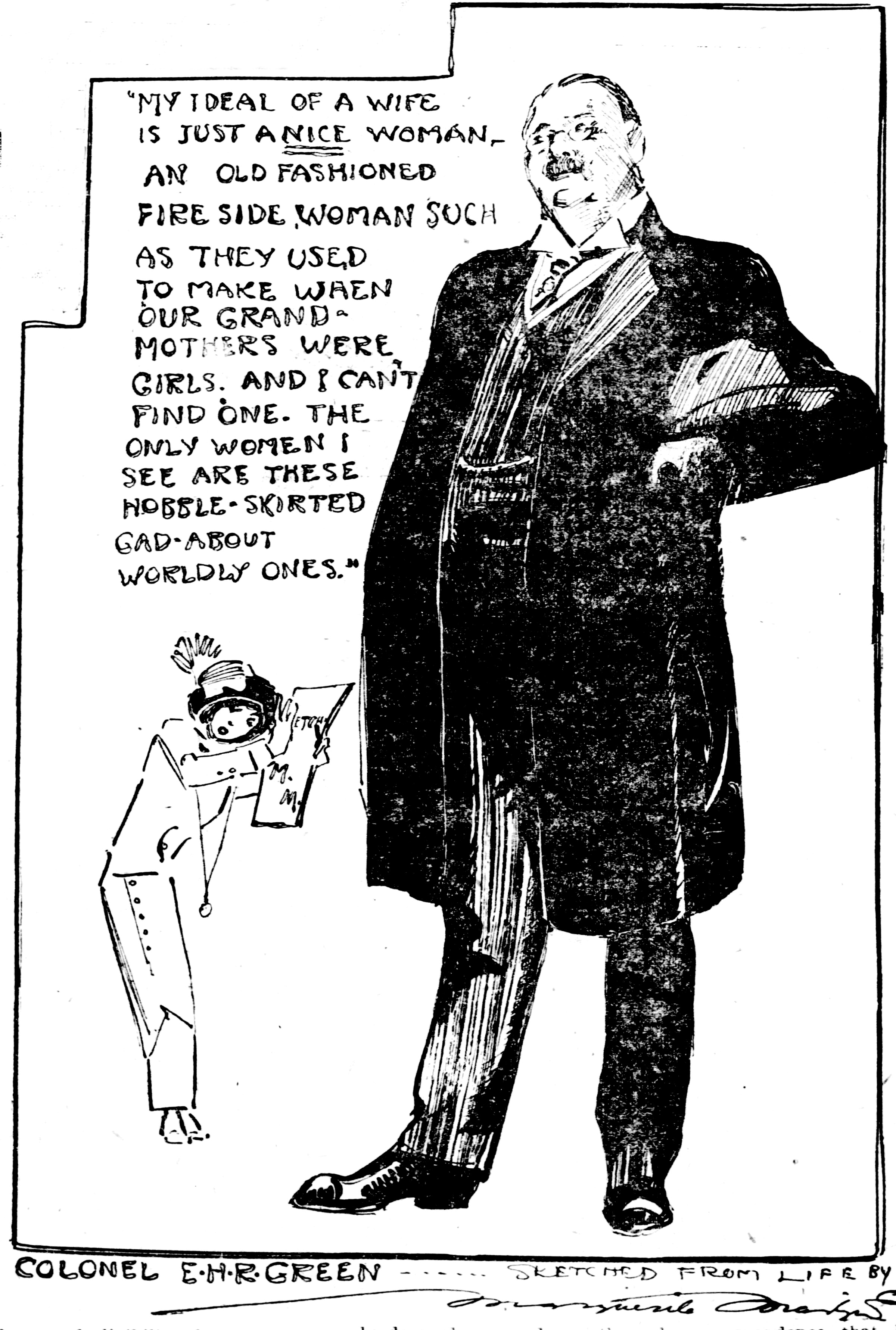
La periodista Marguerite Martyn dibujó este boceto humorístico de ella llevando una falda trabada mientras entrevista al millonario Edward Howland Robinson Green en 1911, con una mención de él sobre la prenda.

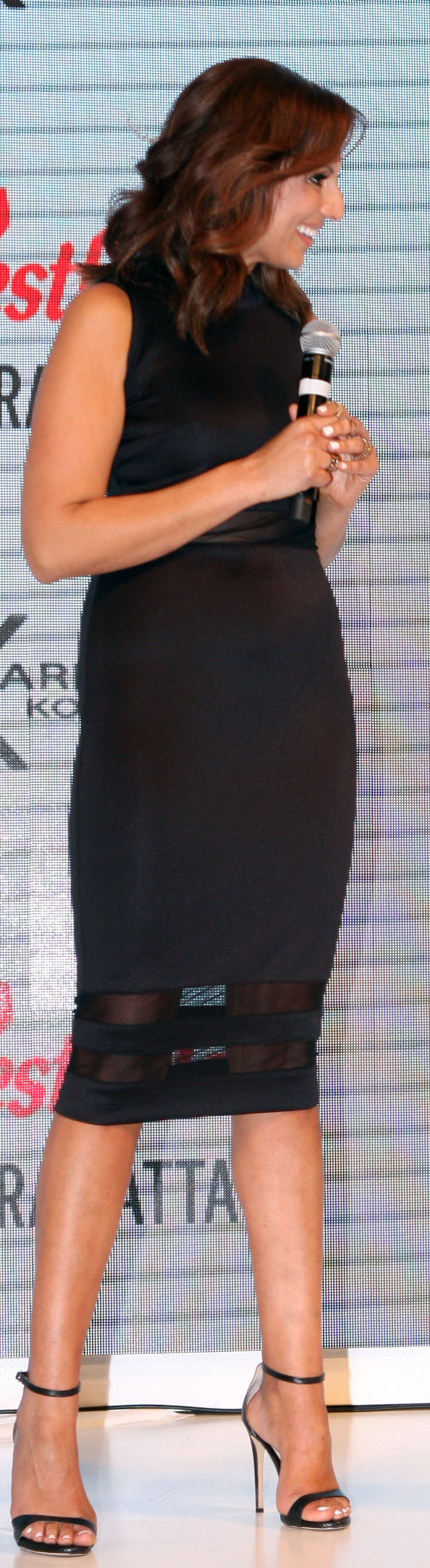
Las faldas lápiz largas podrían considerarse una variante moderna de la falda trabada antigua.

La falda trabada puede haberse inspirado en una de las primeras mujeres en volar en un avión. En 1908 durante una exhibición de los hermanos Wright en Le Mans, Francia, Edith Ogilby Berg pidió un paseo y se convirtió en la primera mujer estadounidense en volar como pasajera en un avión, volando dos minutos y siete segundos. Ató una cuerda sobre su falda a la altura de los tobillos para evitar que la levantara el viento durante el vuelo. Según el Museo Smithsoniano del Aire y el Espacio, un diseñador de moda francés se inspiró en la forma en que la señora Berg se alejó de la aeronave con su falda todavía atada para crear la primera falda trabada.
El diseñador de moda francés en esta historia podría haber sido Paul Poiret, quien se atribuyó el mérito de la falda trabada, pero no está claro si la falda fue invención suya o no. Las faldas a partir de 1900 habían ido perdiendo vuelo, pasando de ser evasé (también llamada falda acampanada o falda A, ceñidas en la cadera y ampliándose hacia abajo) a caer rectas. Las faldas rectas son económicas porque utilizan menos tela.
La falda trabada se hizo popular justo cuando las mujeres acomodadas se volvían más físicamente activas.
Estas faldas fueron pasto de dibujos y postales cómicas. Una serie de tarjetas humorísticas la llamaron la "falda con límite de velocidad". Hubo varios informes de mujeres compitiendo en carreras de faldas trabadas como broma.
Subir a un tranvía con este tipo de falda era difícil. En 1912, el tranvía de Nueva York incluyó un escalón adicional en algunos vagones. Los Ángeles introdujo tranvías similares en 1913.
Las faldas trabadas fueron directamente responsables de varias muertes. En 1910, una dama vestida con una falda trabada fue muerta por un caballo suelto en una pista de carreras hípicas en París. Un año más tarde, Ida Goyette de dieciocho años tropezó en un puente del canal de Erie llevando una falda trabada, cayó por encima de la barandilla, y se ahogó.
Para impedir rasgar las faldas con una zancada demasiado grande, algunas mujeres llegaron a atarse con cintas o ligas las piernas juntas a la altura de la rodilla. Algunos diseñadores hicieron alteraciones a la falda trabada para permitir mayor movimiento. Jeanne Paquin ocultó pliegues en sus faldas trabadas mientras otros diseñadores como Lucile ofrecieron faldas con una abertura o faldas cruzadas.
La tendencia empezó a declinar en popularidad al comienzo de la Primera Guerra Mundial, ya que su movilidad limitada no era conveniente en tiempo de guerra.

## Las faldas lápiz
La próxima ocasión en que las faldas volvieron a estrecharse tanto como para restringir la movilidad fue con la generalización de las faldas lápiz en la década de 1950, tras su aparición a finales de los 1940. Sin embargo su longitud más corta (de justo por la rodilla a como mucho media pantorrilla) y los avances en los tejidos permitían un mayor movimiento que la antigua falda trabada. Fueron ampliamente promovidas por diseñadores y la industria de la moda, y su estrechez se exageraba aún más haciendo que las modelos posaran con una pierna directamente delante de la otra.

## En la cultura popular

### Películas y series televisivas
- Intolerancia: "The Dear One" (Mae Marsh) lleva una falda trabada improvisada en la esperanza de impresionar a un hombre.
- Titanic: Rose DeWitt Bukater (Kate Winslet) lleva muchas faldas trabadas durante la película. Al inicio del film, corre por la cubierta con una falda trabada de cuentas, tropezando y desgarrándola. La falda casi la hace caer por la borda.
- The Addams Family: Morticia comúnmente viste ceñidos vestidos negros góticos trabados.
- Pato Darkwing: la novia de Pato Darkwing, Morgana Macawber suele llevar un vestido trabado rojo.
- Dick Tracy: Breathless Mahoney (Madonna) aparece con un ceñido vestido trabado negro brillante.
- Betty la fea: En el episodio "Icing on the Cake", Amanda (Becki Newton) lleva un vestido trabado plateado denominado "Amanda".
- What a Way to Go!: Louisa May Foster (Shirley MacLaine) viste una falda lápiz roja brillante.
- Static Shock: Daisy Watkins lleva una falda lápiz morada en las primeras temporadas.
- Parade's End: Sylvia Tietjens lleva un vestido trabado al funeral de su suegra, c. 1912 (episodio 2); la nobleza desaprueba su elegancia, pero los criados la admiran.

### Vídeos musicales
- "Love Religion" 2014; U96